# Gerardo Bautista Montaño
Gerardo Bautista Montaño est un éditeur français né le 24 septembre 1964 à Oaxaca de Juárez (Mexique).
Ancien directeur du développement pour le groupe d'édition Gordon and Breach et pour l’Overseas Publishers Association (OPA), il explore et évalue la viabilité financière de tous les nouveaux moyens de diffusion de contenu scientifique (Web 2.0, impression à la demande, bases de données en ligne et Web sémantique)
Il dirige actuellement Contemporary Publishing International qui regroupe les Éditions des archives contemporaines et les Éditions scientifiques GB.